# Ameliusz
Ameliusz - (właściwe imię Gentilianus) urodzony w Etrurii, żyjący w III w. n.e. filozof neoplatoński ze szkoły rzymskiej, uznawany za najbardziej oddanego ucznia Plotyna.
Ameliusz spędził w szkole Plotyna 24 lata (od 246 roku n.e. do 269 roku n.e), a pod koniec życia przeniósł się do Apamei w Syrii.
Oprócz wpływu Plotyna, na myśl Ameliusza wpłynęły również medioplatonizm i nauczanie Numeniosa. Wychodząc od trzech hipostaz Plotyna, podzielił drugą hipostazę (Umysł) na trzy części:
- Jedno
- Umysł (Nous)
  - Pierwszy Umysł = Istniejący
  - Drugi Umysł = Posiadający
  - Trzeci Umysł = Kontemplujący
- Dusza